# Cometes surattensis
Cometes surattensis là loài thực vật có hoa thuộc họ Cẩm chướng. Loài này được Burm.f. mô tả khoa học đầu tiên năm 1768.